# Warszawska Fabryka Motocykli

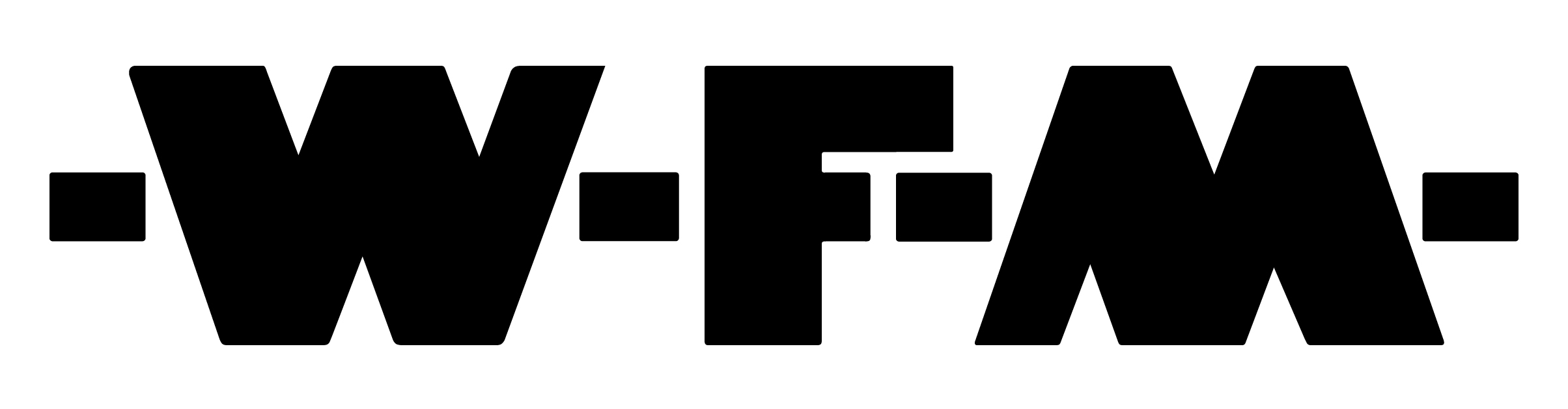
Fabriekslogo

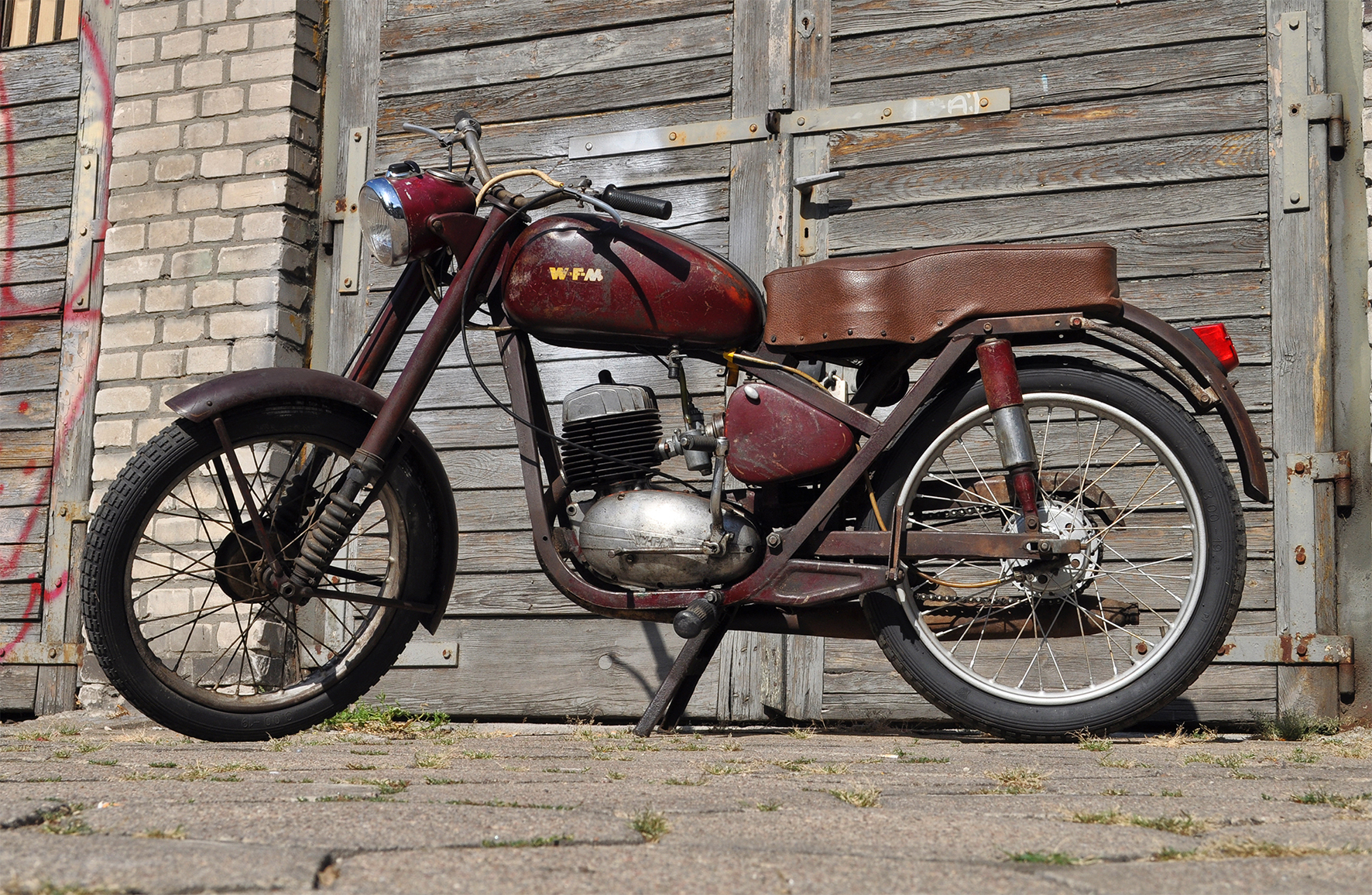
Originele motorfiets model WFM M06-S34 (1964)

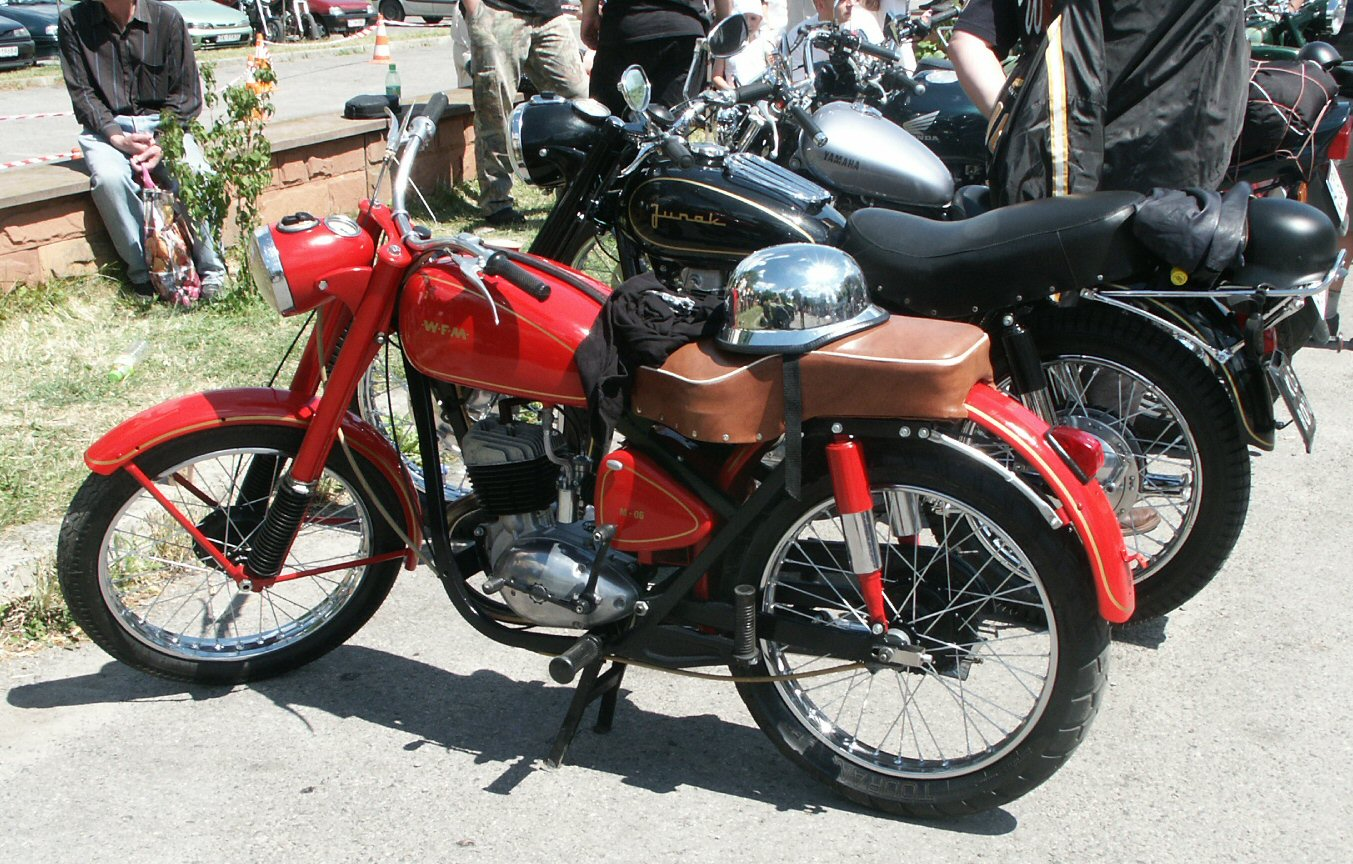
WFM M06 (125 cc)

WFM is een Pools historisch merk van motorfietsen en scooters.
De bedrijfsnaam was: Warszawska Fabryka Motocykli, Warszawa. 
Pools merk dat vanaf 1948 123-, 147- en 173 cc tweetaktmodellen bouwde. Waarschijnlijk produceerde het bedrijf aanvankelijk alleen motorblokken voor andere Poolse merken, zoals Sokól en SHL. In 1951 werd in de voormalige Sokól-fabriek in Warschau de productie van WFM-modellen aangevangen. Deze leken in eerste instantie nog veel op de SHL-modellen. De machines van WFM kregen de type-aanduiding M04, en evolueerden in de loop van de jaren - met kleine wijzigingen - in de typen M05, M06 enz. Motorblokken werden geproduceerd in de SHL (Suchedniowska Huta Ludwikóv)-fabriek in Nowa Deba. 
In 1959 kwam de Osa 150 cc scooter uit. De naam betekent "wesp", net als de Italiaanse Vespa. Deze werd tot 1966 geproduceerd, maar was in 1962 opgewaardeerd met een 175 cc-motor. 
In 1966 werd de motorfietsproductie bij WFM geheel gestaakt en in de fabriek werden vanaf dat moment optische instrumenten geproduceerd.